# Cataratas Gokak
Las cataratas Gokak (en canarés:ಗೋಕಾಕ ಜಲಪಾತ ), también conocidas como cataratas del norte de Mysore se localizan sobre el río Ghataprabha a seis kilómetros de la ciudad homónima en el distrito de Belgaum, estado de Karnataka en la India.
Luego de un sinuoso recorrido, el río Ghataprabha llega a un salto de 52m sobre la piedra arenisca del acantilado, en medio de una pintoresca garganta que muestra semejanzas con las cataratas del Niágara aunque obviamente a menor escala. El salto tiene forma de herradura en la cresta, con un ancho de 177m. Durante la temporada de lluvias el agua marrón rojiza cae con un rugido sordo que se escucha desde lejos.
Hay un puente colgante que atraviesa el río, cubriendo una distancia de 201 metros a una altura sobre el lecho rocoso de 14m. 
Existe una vieja planta de generación de energía eléctrica que prestó servicios desde 1887. 